# 林伸豪
林 伸豪（はやし のぶひで、1941年 - ）は日本の弁護士。日本弁護士連合会副会長や四国弁護士会連合会理事長などを歴任した。信州大学文理学部社会科学科中退（1966年）。同年司法試験合格。司法修習20期（同期に明治大学総長納谷廣美や検事総長松尾邦弘）を経て1968年弁護士登録。徳島ラジオ商殺人事件やトンネルじん肺訴訟などを担当した。九条の会徳島呼びかけ人、日本国民救援会徳島県本部会長、日本共産党徳島後援会会長。徳島県徳島市出身。

## 経歴
- 1960年 徳島県立城南高等学校 卒業[1]
- 1966年 信州大学文理学部社会科学科 中退
- 1968年 弁護士登録
- 1985年 徳島弁護士会 会長[1]
- 1994年 四国弁護士会連合会理事長、日本弁護士連合会副会長

## 脚註
1. 1 2 3 4 5  徳島合同法律事務所
2. ↑  「九条の会 徳島」 呼びかけ人
3. ↑  議会報告電子版 日本共産党徳島市議団長 塀本信之
4. ↑  日本共産党徳島県議会議員 山田豊